# Manoba fractilinea
Manoba fractilinea är en fjärilsart som beskrevs av Pieter Cornelius Tobias Snellen 1880. Manoba fractilinea ingår i släktet Manoba och familjen trågspinnare. Inga underarter finns listade i Catalogue of Life.